# Гэнко
Гэнко (яп. 元弘 гэнко:) — девиз правления (нэнго) японского императора Го-Дайго, использовавшийся с 1331 по 1334 год .
Ввиду гражданской войны и раскола императорского двора на Южную и Северную ветви, одновременно существовало две системы летосчисления: император Го-Дайго (Южная ветвь) объявил девиз Гэнко, а возведённый родом Ходзё император Когон — девиз Сёкэй (1332—1333).

## Продолжительность
Начало и конец эры:
- 9-й день 8-й луны 3-го года Гэнтоку (по юлианскому календарю — 11 сентября 1331);
- 29-й день 1-й луны 4-го года Гэнко (по юлианскому календарю — 5 марта 1334).

## Происхождение
Название нэнго было заимствовано из 1-го цзюаня древнекитайского сочинения «Ивэнь лэйцзюй» (кит. 芸文類聚, пиньинь Yìwén Lèijù, буквально: «Классифицированное собрание произведений литературы и искусства»):「老人星体色光明、嘉占元吉、弘無量之裕降克昌之祥、普天同慶率土合歓」.

## События
даты по юлианскому календарю
- 1331 год (1-й год Гэнко) — засуха, а затем голод по всей стране; правительство установило контроль за ценами за рис[5];
- 17 апреля 1332 года (22-й день 3-й луны 2-го года Гэнко) — на престол взошёл император Когон; одновременно продолжил править император Го-Дайго. В стране установилось двоевластие[6];
- В эру Гэнко было завершено составление буддийской хроники Гэнко-сякусё.

### Восстание годов Гэнко
Гражданская война, окончившаяся падением Камакурского сёгуната.

## Сравнительная таблица
Ниже представлена таблица соответствия японского традиционного и европейского летосчисления. В скобках к номеру года японской эры указано название соответствующего года из 60-летнего цикла китайской системы гань-чжи. Японские месяцы традиционно названы лунами.
| 1-й год Гэнко (Металлическая Коза) | 1-я луна       | 2-я луна*  | 3-я луна               | 4-я луна* | 5-я луна  | 6-я луна | 7-я луна* | 8-я луна   | 9-я луна*   | 10-я луна* | 11-я луна | 12-я луна* |               |
| 3-й год Гэнтоку                    | 1-я луна       | 2-я луна*  | 3-я луна               | 4-я луна* | 5-я луна  | 6-я луна | 7-я луна* | 8-я луна   | 9-я луна*   | 10-я луна* | 11-я луна | 12-я луна* |               |
| ---------------------------------- | -------------- | ---------- | ---------------------- | --------- | --------- | -------- | --------- | ---------- | ----------- | ---------- | --------- | ---------- | ------------- |
| Юлианский календарь                | 8 февраля 1331 | 10 марта   | 8 апреля               | 8 мая     | 6 июня    | 6 июля   | 5 августа | 3 сентября | 3 октября   | 1 ноября   | 30 ноября | 30 декабря |               |
| 2-й год Гэнко (Водяная Обезьяна)   | 1-я луна       | 2-я луна*  | 3-я луна               | 4-я луна* | 5-я луна  | 6-я луна | 7-я луна* | 8-я луна   | 9-я луна*   | 10-я луна  | 11-я луна | 12-я луна* |               |
| 1-й год Сёкэй                      | 1-я луна       | 2-я луна*  | 3-я луна               | 4-я луна* | 5-я луна  | 6-я луна | 7-я луна* | 8-я луна   | 9-я луна*   | 10-я луна  | 11-я луна | 12-я луна* |               |
| Юлианский календарь                | 28 января 1332 | 27 февраля | 27 марта               | 26 апреля | 25 мая    | 24 июня  | 24 июля   | 22 августа | 21 сентября | 20 октября | 19 ноября | 19 декабря |               |
| 3-й год Гэнко (Водяной Петух)      | 1-я луна*      | 2-я луна   | 2-я луна* (високосная) | 3-я луна  | 4-я луна* | 5-я луна | 6-я луна* | 7-я луна   | 8-я луна    | 9-я луна*  | 10-я луна | 11-я луна  | 12-я луна*    |
| 2-й год Сёкэй                      | 1-я луна*      | 2-я луна   | 2-я луна* (високосная) | 3-я луна  | 4-я луна* | 5-я луна | 6-я луна* | 7-я луна   | 8-я луна    | 9-я луна*  | 10-я луна | 11-я луна  | 12-я луна*    |
| Юлианский календарь                | 17 января 1333 | 15 февраля | 17 марта               | 15 апреля | 15 мая    | 13 июня  | 13 июля   | 11 августа | 10 сентября | 10 октября | 8 ноября  | 8 декабря  | 7 января 1334 |
| 4-й год Гэнко (Деревянная Собака)  | 1-я луна*      | 2-я луна   | 3-я луна*              | 4-я луна  | 5-я луна* | 6-я луна | 7-я луна* | 8-я луна   | 9-я луна    | 10-я луна* | 11-я луна | 12-я луна  |               |
| 1-й год Кэмму                      | 1-я луна*      | 2-я луна   | 3-я луна*              | 4-я луна  | 5-я луна* | 6-я луна | 7-я луна* | 8-я луна   | 9-я луна    | 10-я луна* | 11-я луна | 12-я луна  |               |
| Юлианский календарь                | 5 февраля 1334 | 6 марта    | 5 апреля               | 4 мая     | 3 июня    | 2 июля   | 1 августа | 30 августа | 29 сентября | 29 октября | 27 ноября | 27 декабря |               |

* звёздочкой отмечены короткие месяцы (луны) продолжительностью 29 дней. Остальные месяцы длятся 30 дней.